# Regimentul 3 Călărași (1916-1918)
 Regimentul 3 Călărași  a fost o unitate de cavalerie de nivel tactic, care s-a constituit la 14/27 august 1916, prin mobilizarea unităților și subunităților existente la pace. Regimentul era dislocat la pace în garnizoana București. :p. 313 
Regimentul a făcut parte din organica Brigăzii 3 Roșiori alături de  Regimentul 5 Roșiori. La intrarea în război, Regimentul 3 Călărași a fost comandat de colonelul  Petre Ghigorț . Regimentul 3 Călărași a participat la acțiunile militare pe frontul românesc, pe toată perioada războiului, între 14/27 august 1916 - 28 ocotmbrie/11 noiembrie 1918.

## Participarea la operații

### Campania anului 1917
În campania din anul 1917 Regimentul 3 Călărași a participat la acțiunile militare în dispozitivul de luptă al Diviziei 1 Cavalerie, participând la Bătălia de la Mărăști  și A Treia Bătălie de la Oituz. În această campanie, regimentul a fost comandat de locotenent-colonelul  Constantin Chiriac .

## Comandanți
- Colonel  Petre Ghigorț
- Colonel  Constantin Chiriac